# Batagur trivittata
Batagur trivittata је гмизавац из реда корњача. 

## Угроженост
Ова врста се сматра угроженом.

## Распрострањење
Ареал врсте је ограничен на Бурму.

## Станиште
Станишта врсте су речни екосистеми и слатководна подручја.